# Kale ganzenvoet
Kale ganzenvoet (Oxybasis) is een geslacht uit de amarantenfamilie (Amaranthaceae). De soorten komen wereldwijd voor in gematigde en subtropische streken. Veel soorten werden bij ganzenvoet (Chenopodium) ingedeeld, maar zijn nu overgeplaatst naar kale ganzenvoet.

## Soorten
- Oxybasis ambigua (R.Br.) de Lange & Mosyakin
- Oxybasis amurensis (Ignatov) Mosyakin & de Lange
- Oxybasis antarctica (Hook.f.) Mosyakin
- Oxybasis chenopodioides (L.) S.Fuentes, Uotila & Borsch - Beursjesganzenvoet
- Oxybasis glauca (L.) S.Fuentes, Uotila & Borsch - Zeegroene ganzenvoet
- Oxybasis gubanovii (Sukhor.) Sukhor. & Uotila
- Oxybasis macrosperma (Hook.f.) S.Fuentes, Uotila & Borsch
- Oxybasis mexicana (Moq.) Sukhor.
- Oxybasis micrantha (Trautv.) Sukhor. & Uotila
- Oxybasis parodii (Aellen) Mosyakin & de Lange
- Oxybasis rubra (L.) S.Fuentes, Uotila & Borsch - Rode ganzenvoet
- Oxybasis salina (Standl.) Uotila
- Oxybasis urbica (L.) S.Fuentes, Uotila & Borsch - Trosganzenvoet

## Hybriden
- Oxybasis × schulzeana (Murr) Mosyakin

... · 
Achyranthes · 
Aerva ·
Alternanthera ·
Amaranthus (Amarant) · 
Atriplex (Melde) · 
Axyris · 
Bassia (Zoutkruid) · 
Beta (Biet) · 
Blitum (Spiesganzenvoet) · 
Celosia · 
Chenopodium (Ganzenvoet) · 
Corispermum (Vlieszaad) · 
Dysphania · 
Halimione (Zoutmelde) · 
Halocnemum · 
Halothamnus · 
Haloxylon · 
Kochia · 
Krascheninnikovia · 
Polycnemum (Knarkruid) · 
Patellifolia · 
Ptilotus · 
Pupalia ·
Salicornia (Zeekraal) · 
Salsola (Loogkruid) · 
Spinacia · 
Suaeda · 
Traganum · 
...